# Arroyo Chamizo
Der Arroyo Chamizo ist ein im Süden Uruguays gelegener Fluss.
Er entspringt im nordöstlichen Teil des Departamentos San José 
an der Grenze zu Florida und Flores in der Cuchilla del Pintado. Unmittelbar nördlich liegt die Quelle des Arroyo del Corral de Piedra. Von dort fließt er in südwestliche Richtung und wird dabei von zahlreichen links- und rechtsseitigen Nebenflüssen gespeist. Er passiert unter anderem den rechter Hand gelegenen Cerro Zarco und unterquert die Ruta 3. Er mündet schließlich nördlich von San José de Mayo in den Río San José.